# Clémentine af Orléans
Prinsesse Clémentine af Bourbon-Orléans (fransk: Marie Clémentine Léopoldine Caroline Clotilde d'Orléans) (født 6. marts 1817 i Neuilly-sur-Seine,  død 16. februar 1907 i Wien) var prinsesse af Sachsen-Coburg og Gotha. Hun var datter af kong Ludvig-Filip af Frankrig, og hun blev mor til kong Ferdinand 1. af Bulgarien.

## Familie
Prinsesse Clémentine var gift med prins August Ludvig af Sachsen-Coburg og Gotha (1818 – 1881). De fik fire børn:
- Philip af Sachsen-Coburg og Gotha (1844-1921); gift i Bryssel i 1875 med Louise Marie af Belgien (1858-1924). Louise Marie var datter af kong Leopold 2. af Belgien. Philip og Louise Marie blev skilte i 1906.
- Ludvig August af Sachsen-Coburg og Gotha (1845-1907); gift i Rio de Janeiro 1864 med Leopoldina af Brasilien (1847-1871). Leopoldina var den yngste datter af kejser Pedro 2. af Brasilien.
- Clotilde af Sachsen-Coburg og Gotha (1846-1927); gift i Coburg i 1864 med Josef Karl af Østrig-Ungarn (1833-1905). Josef Karl var søn af Ungarns regent (palatin) Josef af Østrig og sønnesøn af kejser Leopold 2. af det Tysk-romerske rige.
- Amalie (1848-1894); gift 1875 med Maximilian , hertug i Bayern (1849-1893). Maximilian var bror til kejserinde Elisabeth af Østrig-Ungarn.
- Ferdinand 1. af Bulgarien (1861-1948), fyrste af Bulgarien fra 1887 og konge i 1908-1918.